# Passeport congolais (RDC)
Le passeport congolais est un document de voyage international délivré aux ressortissants de la république démocratique du Congo, et qui peut aussi servir de preuve de la citoyenneté congolaise.

## Liste des pays sans visa ou visa à l'arrivée
- Bangladesh : à l’arrivée/30 jours
- Benin : gratuit/90 jours
- Bolivie : à l’arrivée/Visa/90 jours
- Burkina Faso : à l’arrivée/30 jours
- Burundi : gratuit/90 jours
- Cambodge : à l’arrivée/Visa/30 jours
- Cap Vert : à l’arrivée
- Comores : à l’arrivée/45 jours de
- Côte d'Ivoire : Gratuit/90 jours
- Cuba : Tourisme /30 jours
- Djibouti : visa
- Dominique : gratuit/21 jours
- Équateur : gratuit/90 jours
- Éthiopie : à l’arrivée/Visa 90 jours
- Ghana : à l’arrivée 30 jours
- Guinée-Bissau : à l’arrivée/Visa 90 jours
- Haïti : gratuit/90 jours
- Iran : à l’arrivée/Visa 30 jours
- Kenya : Gratuit/90 jours
- Lesotho : Visa/14 jours
- Macao : à l’arrivée 30 jours
- Madagascar : à l’arrivée 90 jours
- Maldives : à l’arrivée 30 jours
- Mauritanie : à l’arrivée
- Île Maurice : gratuit/90 jours
- Micronésie : gratuit/90 jours
- Mozambique : à l’arrivée 30 jours
- Népal : à l’arrivée 90 jours
- Palau : à l’arrivée 30 jours
- Philippines : gratuit/30 jours
- Qatar : Visa/30 jours
- Rwanda : gratuit/90 jours
- République centrafricaine : à l’arrivée 90 jours
- Samoa : à l’arrivée 60 jours
- Sénégal : gratuit 90 jours
- Seychelles : enregistrement préalable en tant que touriste/30 jours
- Singapour : gratuit/30 jours
- Somalie : à l’arrivée 30 jours
- Saint-Vincent-et-Grenadines : gratuit/30 jours
- Tanzanie : Gratuit / 90 jours
- Timor oriental : à l’arrivée 30 jours
- Togo : à l’arrivée 7 jours
- Tuvalu : à l’arrivée 30 jours
- Ouganda : Gratuit/90 jours
- Zambie : à l’arrivée/Visa 90 jours
- Zimbabwe : gratuit/90 jours

République démocratique du Congo
Visa non nécessaire
Visa à l'arrivée
Système de visa électronique
Visa électronique ou à l'arrivée
Visa requis avant l'arrivée
Interdiction de voyager

## Polémiques
En 2017, le coût du passeport crée une polémique, quand une enquête de Reuters révèle qu'une partie des recettes été reversée dans une société offshore détenue par un proche du président Joseph Kabila.

La même année, le gouvernement annonce que les passeports semi-biométriques, introduits en 2015, ne seront plus valables à partir d'octobre. La société civile proteste, à l'image du Mouvement des consommateurs lésés. Le gouvernement finit par assouplir sa décision, repoussant la mise en application du changement et réduisant le prix d'acquisition d'un nouveau passeport.